# Langues mokolé
 (décembre 2020).
Si vous disposez d'ouvrages ou d'articles de référence ou si vous connaissez des sites web de qualité traitant du thème abordé ici, merci de compléter l'article en donnant les références utiles à sa vérifiabilité et en les liant à la section « Notes et références ».
Pour les articles homonymes, voir Mokolé.
Ne doit pas être confondu avec Mokolé (langue), langue yoruboïde parlée au Bénin.
Les langues mokolé sont un sous-groupe des langues mandées, parlées en Guinée et en Sierra Leone. Le groupe est composé du kakabé, du koranko, du lélé, et du mogofin (mikhiforé).